# Rhytidiadelphus
Genre
Rhytidiadelphus est un genre de mousses de la famille des Hylocomiaceae.

## Liste des espèces et variétés
Selon Catalogue of Life (19 juin 2013) :
- Rhytidiadelphus japonicus
- Rhytidiadelphus loreus
- Rhytidiadelphus printzii
- Rhytidiadelphus squarrosus
- Rhytidiadelphus triquetrus

Selon ITIS (19 juin 2013) :
- Rhytidiadelphus japonicus Reim. in Reim. & Sak.
- Rhytidiadelphus loreus (Hedw.) Warnst.
- Rhytidiadelphus squarrosus (Hedw.) Warnst.
- Rhytidiadelphus triquetrus (Hedw.) Warnst.

Selon NCBI (19 juin 2013) :
- Rhytidiadelphus japonicus
  - variété Rhytidiadelphus japonicus var. kamchaticus
- Rhytidiadelphus loreus
- Rhytidiadelphus squarrosus
- Rhytidiadelphus subpinnatus
- Rhytidiadelphus triquetrus

Selon Tropicos (19 juin 2013) (Attention liste brute contenant possiblement des synonymes) :
- Rhytidiadelphus japonicus (Reimers) T.J. Kop.
- Rhytidiadelphus loreus (Hedw.) Warnst.
- Rhytidiadelphus novogranatensis R.S. Williams
- Rhytidiadelphus printzii Kaal.
- Rhytidiadelphus squarrosus (Hedw.) Warnst.
- Rhytidiadelphus subpinnatus (Lindb.) T.J. Kop.
- Rhytidiadelphus triquetrus (Hedw.) Warnst.
- Rhytidiadelphus yunnanensis (Besch.) Broth.